# ペリー荻野
ペリー荻野（ペリーおぎの、1962年 - ）は、愛知県名古屋市出身のコラムニスト、舞台作家、時代劇研究家。
愛知県立瑞陵高等学校33回生。愛知教育大学在学中から中部日本放送の深夜放送にて、ラジオパーソナリティ兼放送作家としての活動を始める。1991年からは、東京での活動を開始。
テレビ業界に精通するともいわれ、特に時代劇に関する著書が多い。史上初とされる時代劇主題歌のオムニバスCD「ちょんまげ天国」シリーズ全3作のプロデュースも手掛けた。2005年には、「チョンマゲ愛好女子部」を立ち上げ、その部長を務める。
2011年2月放送 テレビ朝日タモリ倶楽部「大型痛快時代企画 クイズ答えてチョンマゲ!」回でちょんまげの知識を披露。近年はNHK大河ドラマについてのコメントがNHKのPRに掲載される等の活躍をしている。
カタカナ＋漢字のペンネームにしたのはケーシー高峰の影響であり、「ペリー」の由来は動物園でペリカンに追いかけられた経験から来ていて、もとはペリカン荻野だった。

## 著書
- 『チョンマゲ天国 : 時代劇が止まらない』ベネッセ（1995年）
- 『コモチのキモチ : お気楽ママのヘラヘラ育児日記』ベネッセ（1996年）
- 『ペリーが来たりてホラ貝を吹く : ヘンテコ音楽を追って』朝日ソノラマ（1999年）
- 『Iらぶチャンバラ : お侍さん、ありがとう』アスペクト（2001年）
- 『恋は痛いっ! : キスの後で泣かないために』マガジンハウス（2002年）
- 『ちょんまげだけが人生さ』日本放送出版協会（2003年）
- 『ちょんまげ八百八町』玄光社（2004年）
- 『ナゴヤ帝国の逆襲』洋泉社（2005年）
- 『幕末志士列伝 : 英雄の陰に女あり』ホーム社（2010年）
- 『バトル式歴史偉人伝』新潮社（2015年）
- 『脚本家という仕事 : ヒットドラマはこうして作られる』東京ニュース通信社（発売: 徳間書店）、2019年。

## 共著
- 『伝説日本チャンバラ狂 名作時代劇おもしろドキュメント』黒鉄ヒロシ 企画・原案、荻野 編集（集英社、2006年）
- 『チョンマゲ江戸むらさ記』ほりのぶゆき 共著（辰巳出版　2008年）
- 西岡善信『紋次郎も鬼平も犬神家もこうしてできた』 荻野 構成（日本放送出版協会、2008年）
- 『このマゲがスゴい!! マゲ女的時代劇ベスト100』チョンマゲ愛好会女子部 共著（講談社、2010年）

## ラジオ
- ドコモ団塊倶楽部（文化放送）